# プロデューサーズ
『プロデューサーズ』（原題:The Producers）は、メル・ブルックス監督・脚本による映画作品。主演はゼロ・モステルとジーン・ワイルダー。アカデミー脚本賞を受賞した。
アメリカでは公開当時、直接的な表現から公開された映画館は数少なかった。2002年には3つの劇場で再公開された。日本では未公開でソフト化のみだったが、2000年12月に劇場公開された。

## あらすじ
かつてはブロードウェイの大物プロデューサーだったが、今はすっかり落ち目のマックス・ビアリストックは、裕福な老婦人たちのご機嫌取りで金銭を稼ぐ日々。ある日、マックスの事務所へ気弱な会計士のレオ・ブルームが訪れる。彼は帳簿を調べている内に、ミュージカルを当てるより失敗させた方がより大儲けできることに気付く。マックスはこれはいいアイデアだと、レオを誘い最低なミュージカルを作って一攫千金の詐欺を企む。
確実に失敗させるためにはまずは最低な脚本を、と探し当てたのはナチシンパのドイツ人フランツ・リープキンが書いた『ヒトラーの春』（Springtime for Hitler）だった。首尾よく上演権をとりつけたマックスは早速金集めに奔走、高額の配当をエサに愛人の老婦人たちから莫大な出資金を騙し取る。続いて最低な演出家として、ゲイで女装趣味の演出家ロジャー・デ・ブリーを起用。そして最低の役者として主役のヒトラーに選ばれたのは、別のオーディション会場と間違えて来たヒッピーのイカレ男ロレンツォ・サン・デュボワ（イニシャルからLSDと呼ばれる）である。
これで万全、上演は失敗間違いなし!とほくそえむ2人だったが、やがて初日を迎えると予想外の反応が待っていた。最初こそ馬鹿げた内容に腹を立てる客が続出したものの、LSDが怪演するオカマ風ヒトラーに観客は爆笑につぐ爆笑。ナチ党員が手に手をとって陽気に歌い踊るあまりにも俗悪極まる内容に、ヒトラーを笑い者にした反ナチの風刺コメディだと観客に勘違いされる。結果はなんとミュージカルは大ヒットしてしまうのだった。すっかり窮地に追いこまれたマックス達は、最後の手段としてついに劇場の爆破を決意する。

## キャスト
※括弧内は日本語吹替（LD・BD収録）
- マックス・ビアリストック：ゼロ・モステル（富田耕生）
- レオ・ブルーム：ジーン・ワイルダー（羽佐間道夫）
- フランツ・リープキン：ケネス・マース（納谷悟朗）
- ウーラ：リー・メレディス（小宮和枝）
- ホールド・ミー・タッチ・ミー：エステル・ウィンウッド（京田尚子）
- ロジャー・デ・ブリー：クリストファー・ヒューイット（内海賢二）
- カルメン・ギア：アンドレアス・ヴシナス（納谷六朗）
- ロレンツォ・セント・デュボワ：ディック・ショーン（青野武）
- ドランク：ウィリアム・ヒッキー
- エヴァ・ブラウン：レニー・テイラー
- ゲッベルス：デイヴィッド・パッチ（池田勝）

## スタッフ
- 監督：メル・ブルックス
- 製作：シドニー・グラジエ
- 脚本：メル・ブルックス
- 撮影：ジョセフ・コフィ
- 音楽：ブライアン・モリス、ジョン・モリス

### 日本語版
- 翻訳：飯島永昭
- 制作：東北新社